# Victoria Cheng
Victoria Cheng (* 13. September 1993) ist eine neuseeländische Badmintonspielerin. 

## Karriere
Victoria Cheng nahm 2010 im Dameneinzel an den Olympischen Jugend-Sommerspielen teil, schied dort jedoch in der Vorrunde aus. Bei der Badminton-Ozeanienmeisterschaft 2010 belegte sie Rang drei im Damendoppel mit Stephanie Cheng. Im gleichen Jahr wurde sie bei den Canterbury International 2010 jeweils Zweite im Dameneinzel und im Damendoppel.

## Referenzen
- http://www.auckbad.co.nz/information.php?info_id=111

| Personendaten    | Personendaten                      |
| ---------------- | ---------------------------------- |
| NAME             | Cheng, Victoria                    |
| KURZBESCHREIBUNG | neuseeländische Badmintonspielerin |
| GEBURTSDATUM     | 13. September 1993                 |